# Elvira Nikolaisen
Elvira Nikolaisen, född 16 juli 1980 i Moi, är en norsk pianist, låtskrivare och popsångare.
Elvira Nikolaisen debuterade 2006 med albumet Quiet Exit som hennes debutsingel "Love I Can't Defend" och singeln "Egypt Song" är hämtade från. I oktober 2006 sjöng hon duett med Bjørn Eidsvåg i sången "Floden" som utgetts på Eidsvågs album Nåde.

## Karriär
Elvira Nikolaisen växte upp i en kristen och väldigt musikalisk familj. Pappan var organist i kyrkan. De var tillsammans 7 syskon, och flera av dem har blivit duktiga musikere. Som tonåring gav hon ut ett album med rockbandet Royal, där bland annat hennes bror Emil var med Bandet gav ut ett album. Hon var också med i flera andra musikaliska projekt.
Efter gymnasiet flyttade hon till Oslo för att börja på bibelskola. Så blev det reklamskola och statsvetenskapsstudier. År 2004/05 spelade hun in en demo med 5 låtar som spredde sig i Oslos musikmiljö. Sony BMG skrev kontrakt med henne.
År 2005 kom albumet Quiet Exit, med första singelspåret, "Love I Can't Defend". Albumet fick ovanligt bra recensioner av både press och publik.
Albumet sålde 50 000 exemplar.  Hennes mörka karaktäristiska vokal och eleganta pianospel charmerade, och med sin pop/soul/jazz blev hon en slags Norges svar på Norah Jones.
Efter albumutgivningen gick det fort. Mycket turneverksamhet, nominerad till flera pris, bland annat Spellemannprisen och MTV Europe Music Awards. Så spelade hon in duetten Floden med Bjørn Eidsvåg. Debutalbumet sålde 50.000 exemplar, som är mycket bra för en albumdebuterande artist.
Nikolaisen lägger stor vikt på att finna sin egen rytm och vision, och att vara trogen mot sin egen utveckling. Efter många konserter 2006 var det dags för nytt album, Indian Summer, med första singel "The One You Can Not Keep". Låtar från det nya albumet blev presenterat då hon värmde upp för Alicia Keys i Oslo Spectrum 11 mars. Singeln blev spelad mycket på norsk radio.
År 2008 fortsatte hon att spela på festivaler, skrev också en låt på norska, och hade konsert tillsammans med en rad kända norska artister. 2011 kom albumet Lighthouse som blev omtalad som en mycket behaglig upplevelse för lyssnaren.

## Diskografi
Album
- 2006 – Quiet Exit
- 2008 – Indian Summer
- 2011 – Lighthouse
- 2013 – I Concentrate On You (med Mathias Eick)

EP
- 2011 – Four Hits: Elvira Nikolaisen

Singlar
- 2006 – "Love I Can't Defend"
- 2006 – "Egypt Song"
- 2007 – "Oh My Love" / "I'm Losing You" (med Madrugada)
- 2008 – "The One You Cannot Keep"
- 2011 – "Close To The Water (Montèe Remix)"
- 2011 – "Nothing To Lose"
- 2012 – "Alt og Ingenting" (med Anton Ruud I Terapi)